# Cave Story
Cave Story (洞窟物語, Dōkutsu Monogatari) is een platform-adventure spel uit 2004 voor Windows in het genre Metroidvania. Het is gedurende vijf jaar ontwikkeld door de Japanse game-ontwikkelaar Daisuke "Pixel" Amaya in zijn vrije tijd. Cave Story is een 2D-platformspel die doet denken aan de spellen die Pixel in zijn jeugd speelde, zoals Metroid en Castlevania (beide uit 1986). Na de eerste zelfgepubliceerde release werd het spel langzaam populairder op het internet. Het kreeg veel lovende kritieken voor de gepolijste aspecten van het spel, zoals de vertederende personages, setting, verhaal en gameplay. Cave Story wordt door velen beschouwd als het "ultieme" indie-spel vanwege het eenmans ontwikkelteam en de impact die het had op de spelwereld.
Onafhankelijke spelontwikkelaar Nicalis heeft samen gewerkt met Pixel aan de port van het spel naar WiiWare en DSiWare in 2010. Een vernieuwde versie, Cave Story+, werd in november 2011 voor Steam uitgebracht en in oktober 2012 voor de Nintendo 3DS. Een 3D-remake van het spel, genaamd Cave Story 3D, werd ontwikkeld door Nicalis en in november 2011 uitgegeven door NIS America voor de Nintendo 3DS. Een port van Cave Story+ voor de Nintendo Switch werd in juni 2017 uitgebracht.
De snelle gameplay van Cave Story draait om Quote, een robot die wakker wordt met geheugenverlies en die zich een weg moet banen door een enorme grot om erachter te komen wie en wat hij is. Quote krijgt toegang tot nieuwe gebieden naarmate hij zijn wapens upgrade en hij puzzels oplost. Quote spreekt met NPC's verspreid over de gamewereld om meer te leren over de wereld en zijn inwoners.

## Gameplay
De speler bestuurt het personage op het scherm rechtstreeks met het toetsenbord of de gamepad. De speler vordert door platform-puzzels te navigeren en vijanden neer te schieten. Zodra de speler meerdere wapens verzamelt, kunnen ze op elk moment worden omgeschakeld met een druk op de knop. Het verslaan van vijanden levert soms gele driehoekige voorwerpen op, die ervaringspunten geven aan wapens wanneer ze worden verzameld. Wapens kunnen worden verbeterd tot niveau drie, maar als je schade oploopt, verliezen wapens ervaring en niveaus. Upgrades voor de gezondheid en raketcapaciteit zijn verspreid over de gamewereld. De speler moet communiceren met een verscheidenheid aan NPC's en objecten om het spel te voltooien. Het spel kan op verscheidene manieren tot een einde gebracht worden, ervan afhangend welke keuzes de speler maakt.

## Verhaal

### Omgeving
Cave Story speelt zich af in het enorme grottenstelsel van een zwevend eiland. Het eiland wordt bevolkt door Mimiga's, een ras van intelligente, konijnachtige wezens. Een bepaalde soort rode bloem die op het eiland groeit zorgt ervoor dat de normaal gesproken vreedzame Mimiga's bij inname in gewelddadige monsters veranderen.
Het eiland herbergt een artefact genaamd de Demon Crown, die enorme magische krachten heeft. Een leger van robotsoldaten werd tijdens een militaire expeditie naar het zwevende eiland gestuurd om de Demon Crown te gebruiken als wapen voor oorlogen aan de oppervlakte. Deze robots slachtten Mimiga's zonder onderscheid af in hun zoektocht naar de kroon, maar werden verslagen toen de Mimiga's besloten als laatste redmiddel toch de rode bloemen te eten.
Kort voordat het spel begon, vormden Professor Booster, de familie Sakamoto en hun assistenten een wetenschappelijke partij om het eiland te onderzoeken, maar ze kwamen er vast te zitten toen hun arts de kroon wist te bemachtigen: hij dwong de expeditie vervolgens op zoek te gaan naar de rode bloemen.

### Verhaal
Het personage wordt wakker in een grot zonder te weten hoe hij daar terecht is gekomen. Hij vindt een dorp Mimiga's dat wordt opgejaagd door de dokter. De dokter's bedienden Misery en Balrog zijn op zoek naar Sue Sakamoto, een meisje dat in een Mimiga is veranderd. Omdat ze haar niet vonden, ontvoerden ze per ongeluk een andere Mimiga genaamd Toroko. De speler vindt Sue in de Egg Corridor, waar ze de eieren van een Sky Dragon ontdekt, waardoor ze kan ontsnappen van het eiland als ze uitkomen. Sue probeert haar broer Kazuma te redden, maar King, de leider van het dorp, vangt haar en houdt haar verantwoordelijk voor de ontvoering van Toroko. Sue belast de speler met het ophalen van Kazuma uit Grasstown. Nadat ze hem hebben bevrijd, ontmoeten ze Professor Booster, die onthult dat de dokter van plan is de rode bloemen op Mimiga's te gebruiken om een leger te creëren om de oppervlaktewereld over te nemen. Booster stuurt de speler naar de Sand Zone om de rode bloemen te vernietigen voordat de dokter ze kan vinden. Daar ontmoet de speler Curly Brace, een vrouwelijke robot die ook geen herinneringen heeft aan haar verleden, en Jenka, een oude heks die de moeder van Misery is en de rode bloemen bewaakt. Jenka noemt het personage van de speler een "soldaat van de oppervlakte", een van de vele die naar het eiland zijn gestuurd om de Mimiga's te slachten. Balrog slaagt erin de sleutel te stelen van het pakhuis met Jenka's rode bloemen. Voordat de speler het pakhuis kan bereiken, dwingt de dokter echter de gevangen Toroko een rode bloem te eten en verwondt King ernstig, waardoor de speler moet vechten tegen de razende Toroko, die uiteindelijk sterft.
Misery verbant de speler naar het labyrint diep in het eiland als straf voor het verstoren van de plannen van de dokter. Curly Brace is ook in het labyrint gegooid en ze werken samen om te ontsnappen. Balrog probeert hun ontsnappingspoging tegen te houden, maar wordt uiteindelijk verslagen door de speler, waarna hij helpt bij het verplaatsen van het rotsblok dat de uitgang blokkeert. Het paar vindt en verslaat de Kern, een magisch wezen wiens kracht het eiland overeind houdt. De dokter grijpt echter in om het te redden voordat het eiland instort. Afhankelijk van bepaalde omstandigheden en keuzes die de speler eerder gemaakt heeft kan de speler Curly Brace redden, die haar luchttank had opgeofferd om de speler te redden. Wanneer hij terugkeert naar het Mimiga-dorp, ontdekt hij dat de dokter de Mimiga's heeft gevangen. In de Egg Corridor biedt Kazuma de speler de keuze om met hem het eiland te ontvluchten met behulp van een Sky Dragon, wat leidt tot een alternatief einde waarin de Doctor de oppervlaktewereld verovert terwijl Kazuma en de speler zich verschuilen in de bergen. De speler kan er in plaats daarvan voor kiezen om de dokter te confronteren en de Kern van het eiland te vernietigen, waardoor de Mimiga's weer normaal worden. De speler beklimt de buitenmuur van het eiland om de plantage te bereiken waar de dokter de Mimiga's gebruikt als slavenarbeiders om rode bloemen te kweken. De dienaren van de dokter vangen de speler en plaatsen hem samen met Sue in een gevangeniscel. Ze wordt meegenomen voordat de speler wakker wordt, maar uit haar brief blijkt dat de dokter lid was van de onderzoeksexpeditie met Sue's familie en professor Booster, maar dat hij ze verraadde zodra hij de Demon Crown vond. Sue geeft de speler opdracht om haar moeder te vinden, die mogelijk een plan heeft om de dokter te stoppen.
Als de speler eerder Curly Brace heeft gered, kan de speler een item vinden om haar herinneringen te herstellen. Ze herinnert zich dat de naam van het personage van de speler Quote is, en dat ze niet de moordende robots waren die Mimiga's in het verleden afslachtten. In plaats daarvan werden ze gestuurd om de Demon Crown te vernietigen om te voorkomen dat de macht in verkeerde handen zou vallen. Quote vindt Sue's moeder, Momorin, die een raket bouwt die toegang geeft tot de top van het eiland waar de dokter woont. Nadat hij haar heeft geholpen de raket te voltooien, confronteert Quote Misery and de Dokter. De Dokter heeft de essentie van de rode bloemen geconcentreerd tot een kristal, waardoor hij kan overleven, zelfs nadat Quote zijn lichaam heeft vernietigd. De geest van de dokter bezit de Kern van het eiland, maar Quote slaagt er ook in om die te vernietigen, waardoor het eiland naar de aarde begint te storten.
Als de speler Curly heeft gered, haar herinneringen heeft hersteld en de Booster V2.0 van Professor Booster heeft gekocht, kunnen ze doorgaan naar een bonuslevel, genaamd de Bloodstained Sanctuary, waar Curly kan worden gevonden en gered; het is ook hier waar Ballos - schepper van de Demon Crown en Jenka's jongere broer - gevangen zit. Ballos was een machtige tovenaar die gek werd en zijn vaderland vernietigde nadat hij door een jaloerse koning was gemarteld, waarna hij diep in het eiland werd verzegeld door zijn zus. Op een gegeven moment dwong zijn nicht Misery hem om de Demon Crown te maken, maar zij en Balrog werden vervloekt om te dienen wie het ook bezat. Bovendien wordt via overlevering gezegd dat de Demon Crown zichzelf zal herstellen als deze wordt vernietigd, en pas echt zijn kracht zal verliezen als Ballos wordt gedood, waardoor Quote en Curly zijn leven moeten nemen.
Met de hulp van Curly Brace verslaat Quote Ballos en stoppen ze de bron van de negatieve energie die het eiland tot de aarde deed storten, waardoor de inwoners werden gered. Balrog redt Curly en Quote voordat ze worden verpletterd door de instortende gevangenis van Ballos - hij was door Misery gestuurd als dank voor het verbreken van haar vloek. Quote, Curly Brace en Balrog verlaten het eiland om hun dagen in vrede door te brengen.

## Ontwikkeling

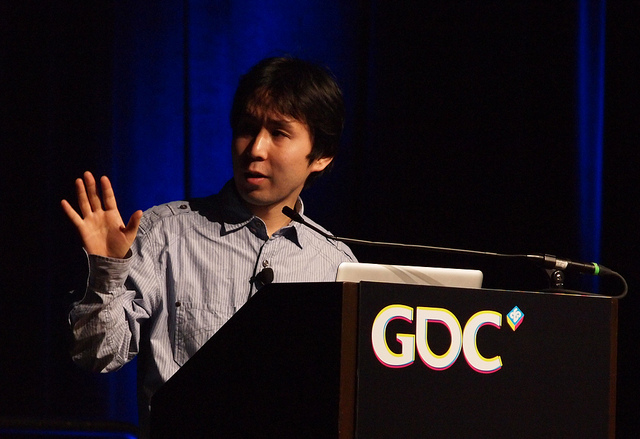
Daisuke "Pixel" Amaya programmeerde, illustreerde, ontwierp, schreef het verhaal voor en componeerde de muziek voor Cave Story in de loop van vijf jaar.

Daisuke "Pixel" Amaya ontwikkelde Cave Story in zijn vrije tijd gedurende vijf jaar. Hij begon het project toen hij op de universiteit zat en bleef eraan werken nadat hij een baan als softwareontwikkelaar had gekregen. Hij begon met het schrijven van het titelscherm en het programmeren van rudimentaire karakterbewegingen. Het idee voor de grotomgeving is spontaan ontstaan toen hij een aantal besloten ruimtes creëerde. Amaya gaf toe dat dit gebrek aan planning problemen veroorzaakte later tijdens de ontwikkeling, omdat hij niet over speciale tools voor kaartbewerking en gegevensbeheer beschikte. Amaya beschrijft het spel als een "ouderwets gevoel" hebbend, dat doet denken aan de spellen die hij als kind speelde, zoals Metroid. Wat nog belangrijker is, deze "retro" ontwerpkeuze stelde hem in staat om zelf een grote hoeveelheid kunst te creëren, wat onmogelijk zou zijn geweest voor een spel met 3D-graphics.
Tijdens een Game Developers Conference- project post-mortem benadrukte hij de rol van het maken van een pragmatisch ontwerp bij het vormgeven van het spel. Bij het ontwerpen van de hoofdpersoon, "Quote", liet Amaya zich inspireren door de iconische originele verschijning van de loodgieter Mario - een groot, expressief gezicht en een hoog contrast tussen zijn witte huid en rood hemd onderscheiden hem van de donkere achtergronden. De meeste andere personages hebben om dezelfde reden een lichte huid of witte kleding. Om levels memorabel te maken, ontwierp Amaya ze rond één thema, zoals 'warmte' voor de Egg Corridor en 'dor en onderdrukkend' voor de Sand Zone. In plaats van een tutorialniveau, een concept dat Amaya niet leuk vindt, geeft het eerste niveau van de game de speler twee paden, waarvan er één wordt geblokkeerd totdat een item van het andere pad wordt opgehaald. Deze opzet, geïnspireerd door de opening van Metroid, "geeft spelers het gevoel dat ze zelf problemen hebben opgelost" en blijft gedurende het spel bestaan. In bètaversies van het spel hadden alle vijanden de vorm van stuk zeep, een concept dat uitgroeide tot het "Balrog"-personage. Er was ook een 'kikkerprins'-personage dat gemakkelijker door water kon reizen. Elementen van deze bèta zijn opgenomen in de Nintendo 3DS- versie van de game.

## Versies en porten

### Porten
Cave Story is geporteerd naar de besturingssystemen Linux, Haiku OS, AROS, MorphOS, AmigaOS 4 en Mac OS X, alsook de PlayStation Portable, Xbox, Dreamcast, Sega Genesis, GP2X, GP2X Wiz en de grafische rekenmachine TI. Een verbeterde port met geüpdatete personageontwerpen, geremixte muziek en extra spelmodi werd ontwikkeld door Nicalis en uitgebracht op WiiWare op 22 maart 2010 in Noord-Amerika en 10 december 2010 in Europa. Nicalis porteerde het spel ook naar DSiWare op 29 november 2010 in Noord-Amerika en 22 november 2011 in Japan. Hoewel het niet beschikt over de verbeterde graphics en het geluid of enkele van de extra modi van de Wii-versie, bevat het wel de Sanctuary Attack-modus. Er is ook een vrije SDL-gebaseerde recreatie van de originele game-engine, getiteld NXEngine gemaakt door de programmeur Caitlin Shaw, waarmee het spel kan worden aangepast en er porten voor extra apparaten kunnen worden gemaakt. De game is op 4 oktober 2012 voor de Nintendo 3DS Nintendo eShop- service (los van de 3DS-game voor de detailhandel) uitgebracht in de Verenigde Staten en op 1 mei 2014 in Europa. Deze versie bevat de Jukebox-modus van de DSiWare-versie, evenals alle extra modi in Cave Story+.

### Cave Story +
Een nieuwe pc-versie met de titel Cave Story+ werd op 22 november 2011 door Nicalis uitgebracht op Steam. Cave Story+ bevat een alternatief script dat verschilt van de originele Engelse vertaling. Deze versie bevat alle extra modi van de WiiWare-versie, een geremasterde soundtrack en de mogelijkheid om de grafische stijl te wisselen tussen de klassieke stijl en die van de WiiWare-versie en de muziek van het originele spel, de WiiWare-port, of de 3DS-update. Het beschikt ook over een exclusief 'Wind Fortress'-niveau. Het spel heeft een update gekregen met een exclusieve Machine Gun Challenge. Het spel was als bonusspel opgenomen in de Humble Indie Bundle 4- verkoop in december 2011, Humble Bundle 7 in december 2012, en werd in april 2012 uitgebracht op de Desura-service. Op 19 januari 2017 kondigde Nicalis een port aan van Cave Story+ op de Nintendo Switch, die op 20 juni 2017 werd uitgebracht. Deze versie komt met een handleiding voor het spel en een mini-cd met arrangementen van de soundtrack van het spel gemaakt in FamiTracker, een chiptune-muziektracker gebaseerd op de synthesizers van Famicom; een latere update voegde ook co-op-modus voor twee spelers toe. Daarnaast bevatten GameStop-aankopen van de Nintendo Switch-versie een van de drie sleutelhangers gemodelleerd naar Quote, Curly en Balrog.

### Cave Story 3D
Cave Story 3D is een 3D-versie van het spel, ontwikkeld door Nicalis en uitgegeven door NIS America als een titel voor de Nintendo 3DS. Het werd uitgebracht op 8 november 2011 in Noord-Amerika, 11 november 2011 in Europa en 26 juli 2012 in Japan. De game is helemaal opnieuw opgebouwd met 3D-personagemodellen, een dynamisch camerasysteem en een ander extra niveau, evenals een geremixte soundtrack van Danny Baranowsky. De Japanse versie bevat crossover-content van verschillende franchises van NIS en van andere bedrijven, zoals Crazy Climber, Ikki en Dragon Slayer. Om meer tijd te besteden aan het perfectioneren van de titel, stopte Amaya met zijn baan als softwareontwikkelaar om directeur te worden van Cave Story 3D. Hij merkte op dat de overgang naar 3D moeilijk was omdat er zoveel meer details in overweging moesten worden genomen.

## Ontvangst
| Recensiescore       | Recensiescore                                                      |
| Recensieverzamelaar | Score                                                              |
| ------------------- | ------------------------------------------------------------------ |
| Metacritic          | WII: 89/100 3DS (3D): 82/100 PC (+): 82/100 3DS: 93/100 NS: 88/100 |
| Publicist           | Score                                                              |
| 1UP.com             | WII: A 3DS: B+                                                     |
| Destructoid         | WII: 9.5/10 3DS: 8.5/10                                            |
| Eurogamer           | WII: 9/10 3DS: 8/10                                                |
| Famitsu             | 3DS: 30/40                                                         |
| Game Informer       | WII: 8.75/10 3DS: 8.00/10                                          |
| IGN                 | WII: 8.5/10 3DS: 8.5/10                                            |
| Edge                | WII: 8/10                                                          |

 De originele Cave Story kreeg veel lovende kritieken. 1UP.com omschreef het als "zo enorm dat het qua omvang en speeltijd wedijvert met moderne [Game Boy Advance] Castlevania- en Metroid-titels". Matt Miller van Game Informer merkte op dat Cave Story elementen van Metroid, Ninja Gaiden, Mega Man, The Legend of Zelda en Castlevania combineert tot een "boeiend, uitdagend en vrij lang" geheel. Inside Mac Games schreef de populariteit van de game toe aan zijn "gepolijste gevoel, boeiende verhaallijn en meeslepende graphics". Electronic Gaming Monthly verklaarde dat "de ontluikende westerse indie-gamescene een enorme schuld te danken heeft aan Japanse pioniers zoals Studio Pixel, wiens freeware-hit Cave Story bewees dat een enkele ontwikkelaar met voldoende visie, vaardigheid en passie nog steeds een diepe, meeslepende actiespel kan maken". Jonathan Holmes van Destructoid vergeleek het spelontwerp met dat van Shigeru Miyamoto in zijn vermogen om les te geven zonder tutorials, zoals aan het begin van Super Mario Bros. In juli 2006 behaalde Cave Story de 1e plaats in de lijst van Super PLAY van de 50 beste freewaregames aller tijden. In juli 2015 werd de game 14e op de lijst van USgamer's 15 beste games sinds 2000.
De WiiWare-versie heeft overwegend positieve recensies ontvangen, met als centraal kritiekpunt het prijskaartje van 1200 Wii Points (US$12, £10), na jaren van gratis spelen. Jeremy Parish van 1UP.com loofde de grafische update, die "geen van de klassieke charme van [het spel] opoffert". Hij merkte ook op dat de klassieke controller en Wii-afstandsbediening superieur zijn aan de toetsenbordinvoer van de originele pc-versie. Over de prijskwestie legde hij uit dat "het vooruitzicht dat Amaya eindelijk iets zou verdienen voor het harde werk dat hij in dit meesterwerk had geïnvesteerd, mij bevredigend poëtisch lijkt" en dat het "absoluut je geld waard is". John Teti van Eurogamer had vergelijkbare gevoelens, maar merkte ook de technische problemen op met de geremixte muziek en beval de originele soundtrack aan.  Edge vergeleek de remake met The Secret of Monkey Island: Special Edition, waarbij spelers ook de keuze kregen om het spel met vernieuwde graphics te spelen, of om over te schakelen naar de originele graphics. Daemon Hatfield van IGN was van mening dat Cave Story "op een Nintendo-systeem thuishoort" en merkte overeenkomsten op in de gameplay met Blaster Master, waarin schade ook de kracht van wapens vermindert. Cave Story werd genomineerd voor Game of the Year bij de Nintendo Power Awards 2010 en voor WiiWare Game of the Year.
Kritiek op Cave Story 3D herhaalde die van de WiiWare-versie. Veel recensenten waarschuwden dat de grafische update de oorspronkelijke prijs van US$40 niet rechtvaardigt, vooral niet met goedkopere of gratis versies van de game die beschikbaar zijn via downloadservices. Jeremy Parish verdedigde de release en haalde voldoening uit het feit dat het spel nu beschikbaar was als een fysieke cardridge. Holmes prees het dynamische camerasysteem en de nieuwe graphics en vergeleek ze met Disney-films. Hij beschouwt deze release als de "beste versie van het spel, [maar] niet noodzakelijk de definitieve versie". Jane Douglas van GameSpot was van mening dat de 3DS Circle Pad comfortabel paste in het besturingsschema van de game. Audrey Drake van IGN merkte op dat het 3D-effect het moeilijk maakte om bepaalde platforms te onderscheiden tussen achtergrond en voorgrond, een klacht die Douglas deelt. Simon Parkin van het Britse officiële Nintendo Magazine was kritischer, verwijzend naar het gebrek aan detail in de 3D-modellen en een te donker kleurenpalet. De vier reviewers van het Japanse tijdschrift Famitsu Weekly gaven het spel een 7, 7, 8, en 8 van de 10 punten tot een totaal van 30 van de 40 punten.  Deze versie werd genomineerd voor Beste Avonturenspel tijdens de Nintendo Power Awards 2011.
Vanaf juli 2018 heeft Cave Story+ naar schatting 590.104 digitale eenheden op Steam verkocht.

## Invloeden
Quote verschijnt als een downloadbaar personage in BIT.TRIP Presents... Runner2: Future Legend of Rhythm Alien. Curly Brace verschijnt als een bonus speelbaar personage in 1001 Spikes. Zowel Curly Brace als Quote verschijnen als speelbare personages in het crossover-vechtspel Blade Strangers. Quote, Curly Brace en Ballos zijn speelbare personages in Nicalis' puzzelspel Crystal Crisis. De pet van Quote is te vinden in het spel Terraria.

### Impact
Cave Story wordt beschouwd als een van de meest invloedrijke videospellen die tussen het midden van de jaren 2000 en het midden van 2010 werd uitgebracht. Het spel had een impact op de indie-game-industrie, met zijn bijval en succes, wat aantoont dat een eenpersoons team kan wedijveren met grote studio's. Het is een van de meest internationaal succesvolle Japanse indie (dōjin soft)-games en heeft bijgedragen aan de heropleving van het Metroidvania-genre. De lovende kritieken van de game toonden de reikwijdte van wat één persoon kon doen, en benadrukte een andere kijk op het Metroidvania-genre. Het revitaliseerde ook het 2D-platformspelgenre als een levensvatbaar indie-spelformaat.
Het succes van Cave Story maakte de weg vrij voor een groot aantal 2D-platformers met een retro-thema die sinds het midden van de jaren 2000 verschenen, waaronder Braid (2008), Super Meat Boy (2010), Fez (2012), en Mega Man 11 (2018). Cave Story is een van de inspiratiebronnen van de indie-hit Undertale (2015), met name in het ontwerp van de personages. Jonathan Holmes van Destructoid noemde Cave Story een "belangrijk spel" en observeerde de invloed ervan op artistieke indiegames zoals Braid, evenals de blijvende relevantie van 2D-gameontwerp (vgl. Capcom 's Mega Man 9).